# Wandlaus

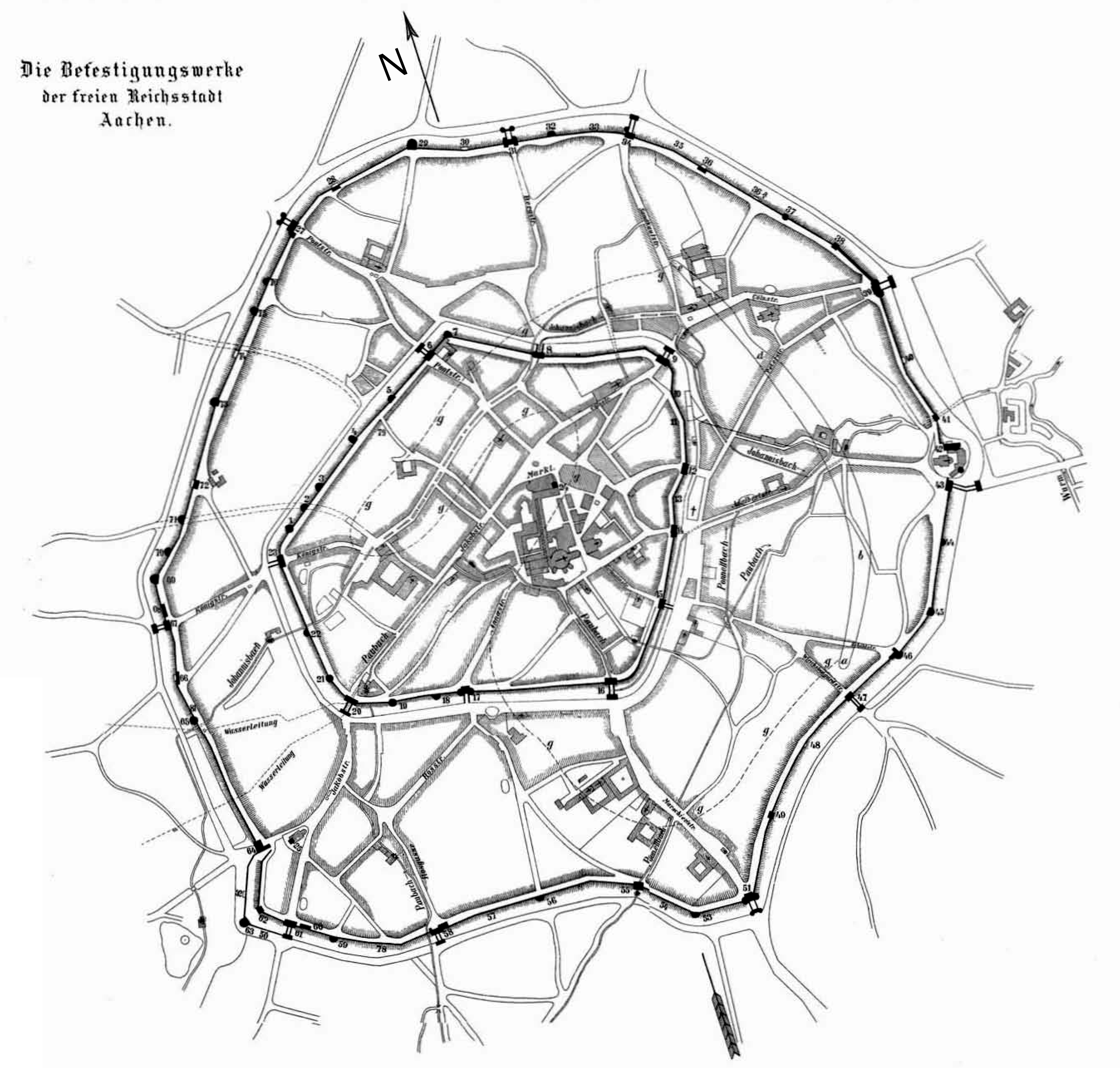
Overzicht van de vestingwerken in Aken. Nummer 66 is de Wandlaus.

De Wandlaus was een speciaal voor de verdediging geprepareerde erker van de Akense stadsmuren die deel uitmaakte van de tussen 1257 en 1357 geconstrueerde buitenste stadsmuren van de Duitse stad Aken. De Wandlaus bestaat niet meer. Het was de enige erker met een eigennaam als onderdeel van de Akense stadsmuren.

## Locatie
De Wandlaus bevond zich in het westen van buitenste stadsmuren tussen de weertoren Pfaffenturm en de stadspoort Junkerstor in het zuiden en de stadspoort Königstor in het noorden. Ze bevond zich nabij de Junkerstraße, Turmstraße en de Bleiberger Straße.
De voor de Wandlaus eindigende Lausgasse gaf de erker zijn naam.

## Geschiedenis
De bouwdatum van de Wandlaus werd niet overgeleverd.
Ten tijde van de Franse bezetting van Aken gaf Napoleon de instructies om de militaire betekenis van Aken te minimaliseren. Als gevolg hiervan werden in het eerste kwart van de 19e eeuw grote delen van de stadsmuren en de poorten geslecht. Daaronder was de volledig gesloopte Wandlaus.

## Beschrijving
De weererker was meerdere meters breed en bevond zich aan de buitenzijde van de stadsmuur, precies tegenover het aan de stadszijde gelegen wachthuis van de Akense stadsmuren. Een korte gang die door de stadsmuur voerde, verbond beide met elkaar. Schietgaten en openingen in de bodem (mezekouwen) van de Wandlaus maakten het mogelijk voor de verdedigers om op de aanvallers steenbrokken te gooien of hen te beschieten.